# مايك نيويل
مايكل كورماك نيويل المعروف باسم 'مايك' نيويل بالإنكليزية:Mike Newell (ولد في 28 آذار 1942)، هو مخرج ومنتج أفلام بريطاني للسينما والتلفزيون. بعد اخراجه لفيلم هاري بوتر وكأس النار في عام 2005, أصبح نيويل المخرج الثالث الأكثر نجاحا، بعد كريستوفر نولان وديفيد ياتس حسب تقرير الإحصاء السنوي للاكاديمية البريطانية للسنيما والتلفزيون (BAFTA) في عام 2010.

## روابط اضافية
- مايك نيويل على موقع IMDb (الإنجليزية)
- مايك نيويل على موقع مونزينجر (الألمانية)
- مايك نيويل على موقع ألو سيني (الفرنسية)
- مايك نيويل على موقع ميوزك برينز (الإنجليزية)
- مايك نيويل على موقع تيرنر كلاسيك موفيز (الإنجليزية)
- مايك نيويل على موقع أول موفي (الإنجليزية)
- مايك نيويل على موقع بوكس أوفيس موجو (الإنجليزية)
- مايك نيويل على موقع قاعدة بيانات الأفلام السويدية (السويدية)
- مايك نيويل على موقع إن إن دي بي (الإنجليزية)
- مايك نيويل على موقع ديسكوغز (الإنجليزية)